# Parodontoză

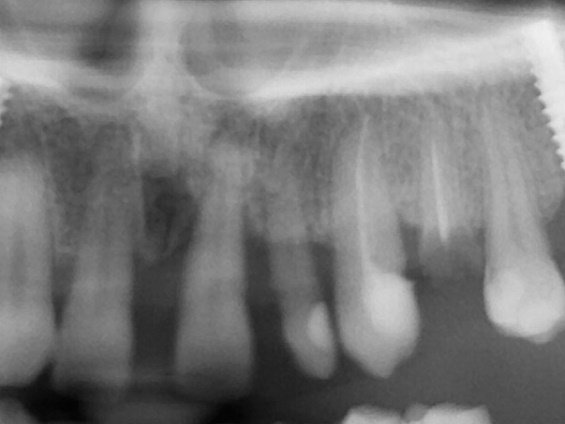
Parodontită agresivă cu resorbție osoasă orizontală generalizată și mobilitate dentară gradul 2

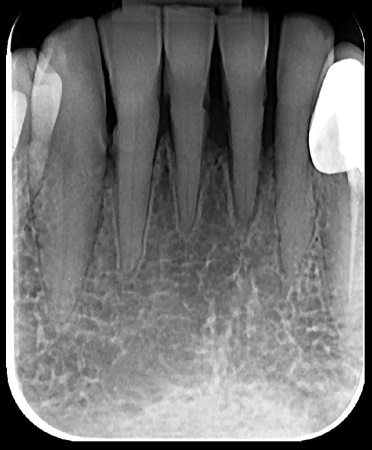
Parodontită cronică cu resorbție osoasă 50% la nivelul incisivilor centrali inferiori, cu pierderea suportului osos și ligamentar. Afecțiunea este cauzată de trauma ocluzală.

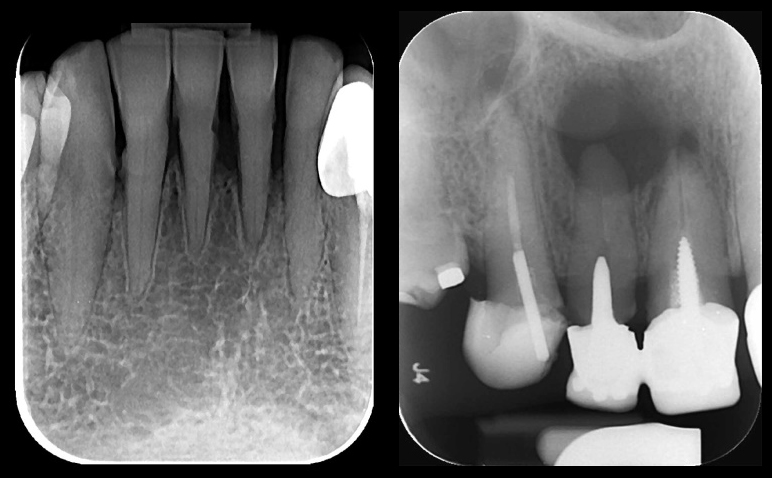
Parodontită asociată cu leziune endodontică, zona radiotransparentă bine delimitată în jurul apexului dentar tratată cu laserul terapeutic.

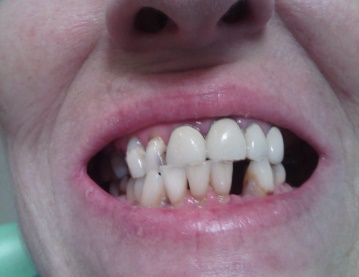
Gingivită ca urmare a dinților înghesuiți și a lucrărilor incorect adaptate la colet.

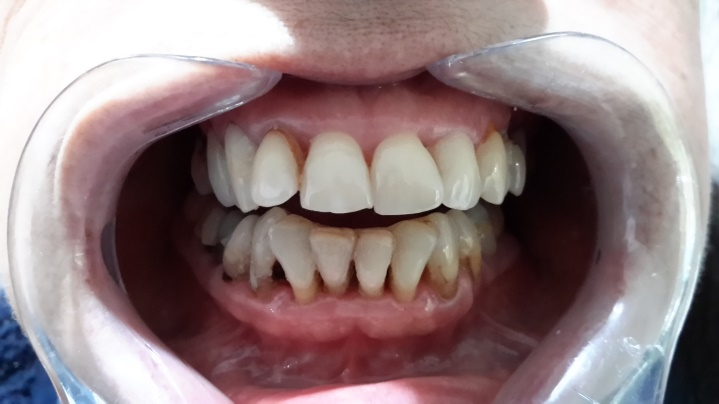
Parodontită agresivă la nivelul arcadei mandibulare cu prognostic rezervat. Debutul bolii este datorat incongruenței dentare și igienei deficitare.

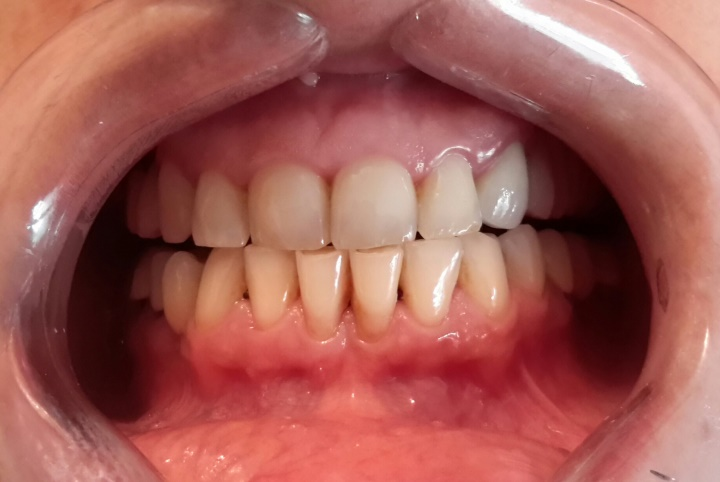
Final tratament parodontoză cu obținerea atașamentului gingival la nivelul grupului frontal inferior.

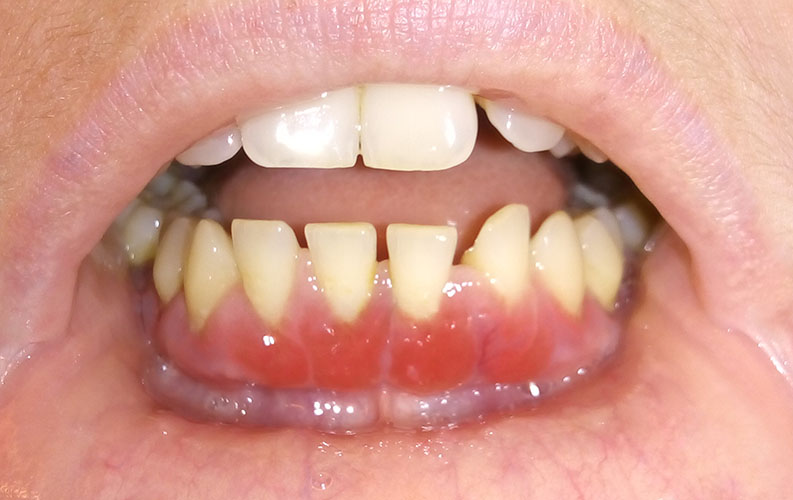
Periodontită sistemică la pacient de sex feminin (înainte de tratament)

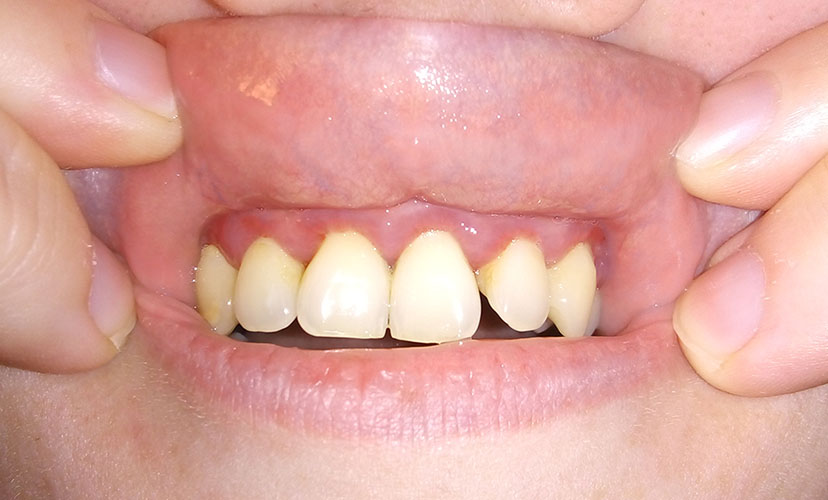
Periodontită sistemică la pacient de sex feminin (înainte de tratament)

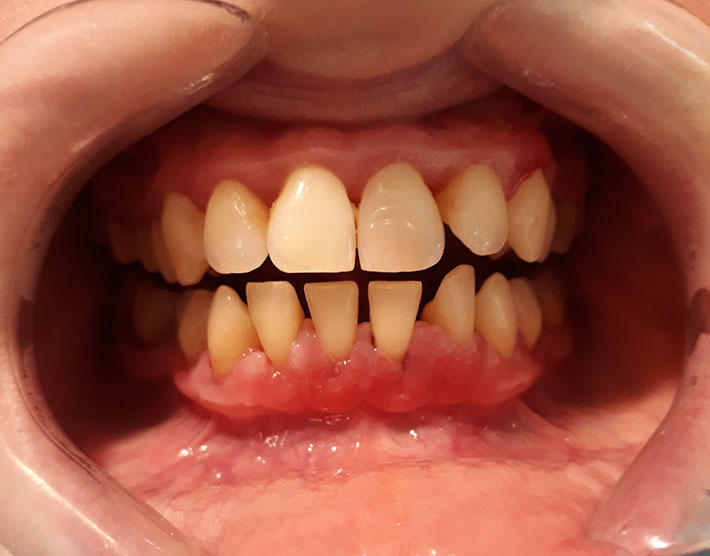
Periodontită sistemică la pacient de sex feminin (după tratament)

Parodontoza este o afecțiune localizată la nivelul gingiei și a osului parodontal, elemente anatomice cu rol de menținere a dintelui în alveolă.

Bolile parodontale variază de la simpla inflamație a gingiei până la o boală gravă care are ca rezultat afectarea majoră a țesutului moale și a osului care susține dinții. În ultimul stadiu al bolii parodontale dinții sunt pierduți.

Parodontoza este forma avansată a bolii parodontale, stadiu în care este afectat parodonțiul de înveliș și cel de susținere, adică osul parodontal și părțile moi, gingie și ligamente parodontale.

Clasificarea de mai jos a tipurilor bolii parodontale a fost prezentată și discutată în anul 1999 la Congresul Internațional pentru clasificarea bolilor parodontale.
1. Boala gingivală - gingivita
2. Parodontita cronică
3. Parodontita agresivă
4. Parodontita ca manifestare a unor boli sistemice
5. Boala parodontală necrotică
6. Abcese ale parodonțiului
7. Parodontita asociată cu leziuni endodontice

Federația Europeană de Parodontologie (European Federation of Periodontology - EFP) și Academia Americană de Parodontologie (American Academy of Periodontology - AAP) au alcătuit o nouă clasificare a bolilor parodontale. Este prima actualizare majoră a clasificării bolii parodontale, înlocuind clasificarea Armitage din 1999.
Clasificarea cuprinde două părți:
I. Boli și afecțiuni parodontale
Sănătate parodontală, boli și afecțiuni gingivale parodontală
- sănătatea parodontală și gingivală
- gingivită indusă de biofilmul dentar
- boli gingivale neinduse de biofilmul dentar
Parodontita
- boli parodontale necrozante
- parodontită
- parodontita ca manifestare a unei boli sistemice
Manifestările parodontale ale bolilor sistemice și ale afecțiunilor de dezvoltare și dobândite
- boli sistemice sau afecțiuni care afectează țesuturile parodontale de susținere
- abcese parodontale și leziuni endo-parodontale
- deformări și afecțiuni mucogingivale
- forțe ocluzale traumatice
- factori legați de dinți și proteze dentare
II. Boli și afecțiuni peri-implantare
Boli și afecțiuni peri-implantare
- sănătatea peri-implantară
- mucozită peri-implantară
- peri-implantită
- deficiențe peri-implantare de țesut moale și dur

Gingivita este primul stadiu al bolii parodontale, care interesează gingiile (acestea devin roșii, tumefiate și pot sângera ușor) și poate fi reversibilă dacă se acționează la timp printr-un periaj zilnic corect și igienizare regulată.
Parodontita (al doilea stadiu al bolii parodontale) este definită ca “o boală inflamatorie a țesuturilor de susținere a dintelui cauzată de microorganisme specifice sau grupuri de microorganisme, având ca rezultat distrucția progresivă a ligamentului parodontal și a osului alveolar cu formarea de pungi și recesii”.

### Etimologie
Cuvântul "parodontoză" vine din limba greacă: para (peri) = în jurul, odontos = dinte, iar sufixul „oză” în terminologia medicală definește o boală degenerativă.

## Semne clinice[4]
Parodontoza este însoțită de următoarele semne clinice: 
- Sângerarea gingivală spontan și la periaj;
- Mobilitate dentară;
- Halenă fetidă (respirație urât mirositoare);
- Gust neplăcut în gură;
- Gingii roșii, tumefiate;
- Prurit (mâncărimi) la nivelul gingiilor;
- Retracție gingivală cu dezvelirea rădăcinii;
- Durere la masticație;
- Mobilitate dentară;
- Apariția puroiului în șanțul gingival.

## Factori de risc
Factorii de risc în declanșarea bolilor parodontale:
- Calitatea slaba a colagenului din componenta osului;
- Igiena orală deficitară;
- Periaj incorect și traumatizant;
- Lucrări dentare vechi;
- Utilizarea incorectă a aței dentare sau scobitorilor;
- Fumatul excesiv; este unul dintre cei mai importanți factori de risc asociați cu dezvoltarea bolii parodontale. În plus, fumatul poate reduce șansele de reușită ale tratamentului;
- Lipsa alimentelor dure din alimentație, care au rol în autocurățarea dinților;
- Tartrul dentar; în cavitatea bucală se găsesc peste două milioane de bacterii. Aceste bacterii, împreună cu saliva și alte particule, formează placa bacteriană care este lipicioasă și aderă de dinți. Placa bacteriană care nu este îndepărtată prin periaj se  întărește și formează tartrul dentar;
- Unele tipuri de medicamente precum steroizi, antiepileptice, blocante ale ionilor de calciu, anticoncepționale orale, heparină, aspirina în doze mari, antinflamatorii nesteroidiene. Există medicamente contraceptive care reduc fluxul de salivă, care are un efect protector asupra gurii. Fără suficientă salivă, mucoasa bucală este vulnerabilă la infecții. Există medicamente care pot provoca o creștere anormală a țesutului gingiilor; acest lucru poate face dificilă igienizarea dinților și gingiilor.
- Băuturile acide care cresc aciditatea bucală;
- Obturații de colet incorect aplicate; coletul dentar este zona intermediară dintre coroana dentară și rădăcina unde are loc joncțiunea smalț cement, tot aici fiind locul inserției epiteliale a parodonțiului marginal (gingia) la nivelul fețelor laterale ale dintelui;
- Dinți înghesuiți;
- Schimbări hormonale în sarcină sau menopauză; modificările hormonale pot face ca gingiile să devină mai sensibile și să faciliteze dezvoltarea gingivitei. Ex: gingivita din sarcină, gingivita fiziologică premenstruală, gingivita de menopauză[5].
- Stresul, care scade capacitatea de apărare a organismului împotriva infecțiilor;
- Consumul exagerat de alcool;
- Boli metabolice (diabet); persoanele cu diabet zaharat au un risc crescut de a dezvolta infecții, inclusiv boli parodontale. La aceste persoane vindecarea este întârziată și trebuie evitate intervențiile chirurgicale.
- Boli hepatice;
- Avitaminoza C sau K;
- Accident vascular minor, hemofilie, leucemie, anumite forme de anemie;
- Afectarea sistemului imunitar, SIDA și tratamentele sale pot avea un impact negativ asupra stării de sănătate a gingiilor, la fel ca și tratamentele pentru cancer.

### Categorii de populație predispuse la boli parodontale
Bolile parodontale debutează de la vârsta de 30 - 40 de ani. Bărbații au mai multe șanse de a dezvolta boli ale gingiei decât femeile. Deși adolescenții rareori dezvoltă parodontită, ei pot dezvolta gingivita, forma mai blândă a bolii parodontale.

## Gingivita - primul stadiu al bolii parodontale
Placa bacteriană împreună cu tartrul dentar devin dăunătoare pentru gingii. Bacteriile provoacă inflamația gingiilor care se numește gingivită. În gingivită, gingiile devin roșii, tumefiate și pot sângera ușor.

Gingivita este o formă ușoară de boală parodontală, care poate fi reversibilă dacă se acționează la timp printr-un periaj zilnic corect și igienizare regulată (detartraj cu ultrasunete și periaj profesional) de către un medic dentist sau igienist dentar. În acest stadiu al bolii nu are loc nici o pierdere a osului și a țesutului parodontal care ține dinții în alveolă.

## Parodontita - al doilea stadiu al bolii parodontale
Dacă gingivita nu este tratată, ea poate avansa la stadiul de "parodontită cronică -parodontoză”, ceea ce înseamnă "inflamația tuturor țesuturilor din jurul dintelui". În parodontită, gingiile se îndepărtează de dinți și formează spații numite "pungi parodontale" care se infectează. Sistemul imunitar al organismului luptă împotriva bacteriilor, pe măsură ce placa bacteriană se extinde și avansează subgingival. Toxinele bacteriene și răspunsul natural al organismului la infecție încep să descompună osul și țesutul conjunctiv care mențin dinții în alveolă, dacă nu se instituie tratamente cu câmp electromagnetic în scopul creșterii calității osului maxilar. Dacă nu sunt tratate, oasele, gingiile și țesuturile care susțin dinții sunt distruse. În final, dinții devin mobili și trebuie îndepărtați.

### Mobilitatea dentară
Mobilitatea dentară reprezintă deplasarea dinților în plan orizontal și vertical. Evaluarea mobilității dentare este considerată o etapă importantă în examinarea clinică, deoarece este unul din semnele importante în diagnosticul bolii parodontale. Curățarea dinților mobili este dificilă, ducând astfel la agravarea stării de igienă orală prin acumularea de placă bacteriană și tartru. Mobilitatea dentară are ca rezultat instabilitatea ocluzală, tulburarea funcției masticatorii, restricții alimentare, modificări estetice, afectarea fonației, toate acestea având ca efect afectarea calității vieții. Reducerea mobilității dentare este așadar principalul element al terapiei parodontale. Deoarece dintele suporta forte ocluzale mari, este evident ca osul reprezintă elementul principal de rezistenta și nu gingia, drept consecință trebuie începute de la primele semne de mobilitate dentara tratamente cu câmp electromagnetic în scopul creșterii calității osului maxilar.

Mecanismul prin care parodontoza provoacă mobilitatea dentară este următorul:
- Distrugerea gingiei prin inflamație;
- Lărgirea ligamentelor parodontale;
- Pierderea atașamentului față de dinte;
- Trauma ocluzală.

Mobilitatea dentară este încadrată în gradul 1, 2 și 3:
- Gradul 1: mobilitate peste 1 mm în sens vestobulo-oral;
- Gradul 2: mobilitate peste 1 mm în sens vestobulo-oral și mezio-distal;
- Gradul 3: mobilitate peste 1 mm în sens vestibulo-oral, mezio-distal și axial[6].

## Diagnosticul
Cel mai frecvent, boala parodontală se dezvoltă atunci când placa bacteriană este lăsată să se acumuleze supra și subgingival. Oricare dintre aceste simptome poate fi un semn al unei probleme serioase, care ar trebui verificată de un medic dentist.

La controlul de specialitate se vor examina gingiile și anume: culoarea, fermitatea, volumul.

Cu ajutorul sondei parodontale se va măsura adâncimea șanțului gingival din jurul dintelui. Dimensiunea normală a șanțului este intre 1 – 3 mm. Dacă aceste dimensiuni sunt depășite vorbim de pungi parodontale care pot avea adâncimi între 5 – 10 mm.

Pe baza unei radiografii panoramice se poate evalua gradul de pierdere osoasă  acesta fiind de fapt indicatorul scăderii calității colagenului din osul maxilar sub acțiunea diverșilor factori inflamatori (retenție alimentară sub retenții determinate de coroane ceramice și implante dentare). 

Severitatea bolii se evaluează și clinic, dacă nu se poate realiza o radiografie în funcție de cantitatea de ligamente parodontale pierdute:
- ușoară: 1–2 mm pierdere de atașament parodontal (suprafața de gingie lipită pe dinte);
- moderată: 3–4 mm pierdere de atașament parodontal;
- severă: peste 5 mm pierdere de atașament parodontal.

## Tratamentul parodontozei
Filosofia de tratament al bolii parodontale urmează două direcții: gestionarea infecției  și reducerea mobilității dentare. Scopul final al tratamentului îl reprezintă obținerea atașamentului parodontal la nivelul dintelui și creșterea calității osului maxilar care trebuie să reziste forțelor masticatorii în arhitectura pârghiei reprezentate de orice dinte.

Scopul principal al tratamentului este de a controla infecția. Numărul și tipurile de tratament vor varia, în funcție de amploarea și stadiul bolii. Orice tip de tratament necesită ca pacientul să păstreze o bună îngrijire zilnică la domiciliu. Medicul poate sugera, de asemenea, schimbarea anumitor comportamente, cum ar fi renunțarea la fumat, ca o modalitate de a îmbunătăți rezultatul tratamentului.

Prima etapă de tratament este igienizarea care îndepărtează placa bacteriană și tartrul dentar printr-o metodă de curățare profundă numită detratraj. Acesta înseamnă răzuirea tartrului supra și de subgingival. Curățarea tartrului subgingival de la nivelul rădăcinii are rolul de a îndepărta germenii care produc boala parodontală.

A doua etapă de tratament o constituie tratamentul antimicrobian care constă în irigarea parodonțiului cu o soluție din apa oxigenată, betadină și metronidazol. Această soluție distruge bacteriile și reduce dimensiunile pungilor parodontale,  deoarece este evident ca microbii vor reveni în câteva zile după ce medicul a reușit să îi îndepărteze, trebuie începute în acilași timp și tratamente cu câmp electromagnetic care au rolul de a avea o acțiune antiinflamatorie și cu rol regenerativ asupra osului maxilar. Tratamentul de regenerare durează mult timp și se utilizează dispozitive medicale care se închiriază acasă pacientului de la cabinetele specializate.
Pentru menținerea rezultatelor după regenerarea cu câmp electromagnetic, stomatologul va decide la fiecare pacient perioada de timp la care acesta trebuie să revină pentru igienizare și reluarea regenerării cu câmp electromagnetic.
În unele cazuri creșterea rezistenței microbiene la antibiotice reduce eficiența terapiei convenționale. În acest context utilizarea unor terapii alternative, de tipul terapiei laser este necesară.
- Laserul terapeutic  acționează în principal asupra microorganismelor de la nivelul parodonțiului determinând o scădere semnificativă a patogenității acestora.
- Laserul terapeutic nu încălzește țesuturile înconjurătoare, acționând pe o suprafață de un cm pătrat, nu determină contracții musculare, dar scade tumefacția, diminuează inflamația și reduce semnificativ durerea.
Are efect pregnant de calmare a durerii, acțiune bactericidă și antiinflamatorie (în formele de inflamație incipientă determină reducerea semnificativă a acesteia), accelerează procesul de vindecare. Are efect antiedematos și de biostimulare a sistemului imunitar și este folosit cu succes în tratamentul bolilor parodontale.
- În ceea ce privește mobilitatea dentară, este înregistrată o reducere graduală a acesteia, ducând treptat la reluarea funcției masticatorii.  În urma tratamentului cu laser, examenul radiologic va arăta o regenerare osoasă progresivă.

O calitate aparte a laserilor terapeutici o reprezintă capacitatea lor de a traversa osul, astfel încât acționează și în profunzime. Rezultatele sunt evidente de la prima ședință. Laserterapia folosește diodă laser 650 nm. Sunt necesare 6-9 ședințe la interval de 2 zile.
Rezultatele obținute în urma tratamentului trebuie păstrate printr-o igienă riguroasă din partea pacientului. Aceasta include periajul corect făcut dimineața și seara, utilizarea unei paste de dinți pe bază de fluor și a unui spray cu clorhexidină 0,12%.

Imobilizarea dinților parodontotici (mobili) este o etapă foarte importantă în tratamentul parodontal și are ca scop restabilirea funcției orale, confort psihic îmbunătățit. În funcție de gradul de mobilitate al dinților se va decide păstrarea lor pe arcadă sau extracția. Managementul mobilității dentare constă în:
- igienizare;
- imobilizarea dinților mobili cu bandă din fibră de sticlă;
- echilibrarea ocluzală;
- terapie parodontală non-chirurgicală.

Igienizarea este cea mai importantă etapă atât în timpul tratamentului, cât și după. Igienizarea presupune detartraj cu ultrasunete, periaj profesional și tratament antimicrobian. Detartrajul cu utrasunete se face cu foarte mare atenție pentru a nu mobiliza dinții și mai mult. Se începe cu treimea incizală a dinților deoarece aceea este zona unde se va aplica banda din fibră de sticlă.
Dinții mobili păstrați pe arcadă vor fi imobilizați cu o bandă din fibră de sticlă ramforsată. După detratraj se aplică banda din fibră de sticlă. Această bandă este flexibilă, ușor de aplicat pe dinții mobili. Atât materialele folosite cât și tehnica sunt minim invazive. După imobilizare se continuă detartrajul în zona gingivală și subgingvală.

Urmează tratamentul medicamentos care constă în irigarea pungilor parodontale cu substanțe antiinflamatorii și antiseptice. La finalul tratamentului se face echilibrarea ocluzală. Scopul echilibrării ocluzale este stabilirea și menținerea unei funcții ocluzale optime. Echilibrarea ocluzală prin șlefuire selectivă ajută la menținerea funcției și sănătății danturii naturale. În urma acestei tehnici dinții vor fi imobilizați intr-un monobloc rigid, care va avea ca scop vindecarea țesuturilor afectate și în final restabilirea funției orale.. Pe langa metodele expuse care au rol reducerea temporara a atacului microbian din exterior trebuiesc imediat instituite masuri de intarire cu camp electromagnetic a osului restant din jurul radacinilor, acesta reprezentand  adevaratul tratament  de lunga durata care se poate opune mobilizarii sub actiunea fortelor masticatorii a parghiei reprezentate de dinte.

Rezultatele obținute sunt excelente și se mențin în timp cu condiția ca pacientul să aibă o igienă riguroasă. În concluzie, mobilitatea de gradul I și II poate fi tratată cu succes, dar în cazul mobilității de gradul III, tratamentul este doar chirurgical, extracția.

După perioada de vindecare pacientul poate beneficia de proteza fixă dentară sau implanturi dentare. cel mai important lucru pentru acești pacienți este conștientizarea faptului ca sistemul regenerator din osul maxilar nu a putut învinge microbii din cavitatea bucala și daca la aceștia se va adăuga și inflamația continua reprezentata de corpul străin (implantul) va trebui sa urmeze tratamente periodice cu câmp electromagnetic cu rol antiinflamatoriu și regenerator osos.

### Tratamente chirurgicale
Chirurgia parodontală ar putea fi necesară în cazul în care inflamația și pungile parodontale  profunde se păstrează după aplicarea celorlalte metode de tratament.

În acest sens amintim chirurgia parodontală cu lambou, tehnica de regenerare ghidată a țesutului, utilizarea factorilor de creștere (membrana PRF - proteine care pot ajuta organismul în mod natural să-și regenereze țesutul osos).
Membrana PRF (Platelet Rich Fibrin) este o membrană gelatinoasă obținută din sângele pacientului. Se recoltează sânge de la pacient în eprubete speciale, acestea se introduc în centrifugă timp de 8 minute la 1500 de rotații/min. Membrana PRF are un conținut bogat în trombocite, proteine de legare și factori de creștere care accelerează și stabilizează procesul de vindecare.
Utilizarea membranei PRF reduce inflamația, diminuează durerea, scade timpul de vindecare, contribuie la refacerea naturală a gingiei.
Ținând cont de faptul că orice incizie se vindecă prin retracție și că în cazul pârghiei reprezentate de dinte orice milimetru poate destabiliza ireversibil pârghia, se indică înainte de a se apela la incizii să se administreze tratamente de îmbunătățire a calității osoase cu câmp electromagnetic, de multe ori aceste terapii non-traumatice fiind suficiente.

### Tratamentul cu abordare în șapte pași
Mai există o abordare în șapte pași a tratamentului parodontozei:
- Ședința 1: Instrucțiuni limitate asupra controlului plăcii bacteriene alegerea și utilizarea corectă a periuței și pastei de dinți;
- Ședința 2: Îndepărtarea tartrului supragingival (manual, ultrasunete, chiuretaj radicular);
- Ședința 3: Reconturarea restaurărilor protetice incorecte înlocuirea cu lucrări temporare;
- Ședința 4: Tratamentul provizoriu al cariilor dentare;
- Ședința 5: Instrucțiuni detaliate de control asupra plăcii supragingivale;
- Ședința 6: Instrumentare subgingivală SRP (scalling and root planing), prelucrarea suprafețelor radiculare;

Măsuri terapeutice adjuvante SRP

- antibiotice locale și sistemice

- terapia susținută cu laser

- terapia fotodinamică antimicrobiană
- Ședința 7: Evaluarea tisulară[13].

### Tratamentul de menținere
Eficiența tratamentului bolii parodontale este în corelare directă cu faza evoluției în care se inițiază tratamentul.
Gingivita microbiană indusă de placa dentară poate fi vindecată în proporție de 100% din cazuri prin tratament antimicrobian instituit precoce și menținută o igienă riguroasă.
În parodontita inițială putem obține ameliorări importante după tratamentul antimicrobian și chiar o vindecare morfologică și funcțională dacă se instituie tratamentul corect și complet și o dispensarizare riguroasă.
În parodontita moderată și severă, lezarea elementelor parodontale are de cele mai multe ori un caracter reversibil.

Terapia cu plasma trombocitară - PRP (Platelet rich Plasma) este soluția cea mai bună de a păstra rezultatele obținute și de a le menține în timp.
Plasma trombocitară - substanța intercelulară lichidă a serului sangvin cu conținut sporit de trombocite (PRP) - este utilizată cu scop de regenerare a țesuturilor  afectate. Plasma trombocitară conține o serie de elemente proteolitice, ce reglează homeostaza, participând la dezvoltarea reacțiilor organismului de adaptare, apărare și regenerare.
Plasma trombocitară conține:
- 7% proteine (fibrinogen, albumină, globulină);
- 2% substanțe nutritive (aminoacizi, glucoză, lipide) și hormoni (insulină, eritropoetină);
- Electroliți (natriu, kaliu, calciu).

Contraindicațiile injectării cu plasma trombocitară
- Anomalii de coagulare a sângelui;
- Reacții alergice la seria de preparate anticoagulare (heparină, herudină);
- Diabet zaharat insulino-dependent;
- Sarcina, perioada de alăptare;
- Boli oncologice;
- Procese inflamatorii acute în zona de injectare.

Efectele clinice ale tratamentului cu plasmă trombocitară
- Antiinflamator (dispare inflamația);
- Reducerea sângerării gingivale;
- Reducerea mobilității dentare;
- Creșterea perioadei de remisiune în tratamentul parodontitei marginale;
- Profilaxia bolii parodontale;
- Reducerea riscului de respingere a implanturilor endoosoase;
- Vindecarea mai rapidă a pacienților după intervenții în zona oro-maxilo-facială.

Mecanismul de acțiune al plasmei trombocitare în țesuturile parodontale
Factorii de creștere sunt introduși în țesuturile parodontale cu ajutorul plasmei sub formă injectabilă.
Factorii de creștere stimulează formarea țesutului conjunctiv, sintetizarea colagenului, acidului hyaluronic și elastinei. Prin urmare se induce formarea de țesut conjunctiv tânăr și vase sanguine de tip capilar.
Factorii de creștere blochează activitatea osteoclastelor și stimulează proliferarea osteoblastelor. Osteoclastele sunt celule osoase cu rol de degenerare a țesutului osos iar osteoblastele au rol de regenerare a osului.
Etapele de obținere a plasmei trombocitare
1. Se recoltează sânge de la pacient în eprubeta PlasmaliftEprubetele certificate Plasmalift sunt confecționate din sticlă medicală borosilicată de cea mai înaltă calitate și sunt închise ermetic cu un dop ce asigură sterilitatea, stabilitatea conținutului interior și păstrarea vidului în interiorul eprubetei. Eprubeta Plasmolifting conține un gel de absorbție specializat și un anticoagulant.
2. Eprubeta este așezată în centrifugă pentru a se obține plasma;
3. Plasma obținută este aspirată într-o seringă de insulină  și apoi este injectată  în zona de tratament.

Cum se administrează plasma trombocitară
- prin injectare
- prin infuzie
- prin inhalare.

Metoda prin injectare este cea mai uzuală. Există două principii de injectare:
1. Concentrația maximă de factori de creștere va fi în zona și locul unde se introduce plasma, adică la locul înțepăturii, având loc o interacțiune între factorul de creștere specific cu receptorii țesutului zonei recipient. Se declanșează mecanismul de apariție a unei echimoze prin stres tisular la nivel local.
2. Principiul “sacului terapeutic” prin injectarea plasmei în jurul zonei afectate.

În ziua anterioară injectării pacientul nu va consuma carne, alimente grase, alcool.
În ziua injectării cu patru ore înainte de procedură pacientul nu consumă alimente, poate să bea suc, cafea, să se hidrateze.

## Terapii inovative ale parodontozei
Schema de tratament este complexă și va fi realizată în funcție de stadiul bolii parodontale.
Există o abordare nouă în tratamentul bolilor parodontale prin utilizarea de tehnici minim invazive non-chirurgicale. Protocolul LANAP și  tehnica SRP sunt două dintre acestea.
LANAP (laser assisted new attachment procedure) este o procedură nouă de atașare a gingiei cu ajutorul laserului. Terapia laser se bazează pe capacitatea celulelor propriului corp de a se regenera, fără adiție de os sau alte material sintetice.
LANAP este o terapie parodontală non-chirurgicală, folosită pentru a trata afecțiunile gingivale, pentru regenerarea osoasă, ligamentele parodontale  și țesutul gingival.
Utilizarea protocolului LANAP în afecțiunile parodontale ușoare sau moderate este mult mai confortabil pentru pacient. Terapia cu laser este o procedură minim invazivă, fără durere și fără disconfort. Pentru majoritatea pacienților recuperarea este rapidă și fără efecte secundare.
Terapia inițială parodontală non-chirurgicală include toate măsurile care țintesc reducerea inflamației și a infecției parodontale înaintea intrării în terapia chirurgicală. Uneori terapia inițială poate fi atât de eficientă, încât terapia chirurgicală nu mai este indicată.
Succesul laserului dentar în bolile parodontale se datorează capacității sale de a viza sursa inflamației fără a răni sau îndepărta țesutul sănătos. De asemenea poate încetini sau împiedica gingia să se detașeze de dinte. Poate să reducă adâncimea pungii parodontale, permițând organismului să se vindece fără intervenția chirurgicală.
Protocolul LANAP parcurge următoarele etape:
1. îndepărtarea tartrului supragingival cu ajutorul aparatului de detratraj piezoelectric;Aparatul de detratraj piezoelectric este diferit de aparatul de detartraj cu ultrasunete prin faptul că nu produce sensibilitate la nivelul dinților, nu traumatizează gingia. Este indicat în tratamentele parodontale deoarece distruge flora microbiană din șanțul gingival și pungile parodontale. Tubulatura interioară de apă este fabricată din material antiseptic. Se folosesc doar apă distilată și soluții speciale pentru îmbunătățirea performanței tratamentelor parodontale (peroxid de hidrogen, clorhexidină, hipoclorit de sodiu)
2. îndepărtarea țesutului inflamat din punga parodontală;
3. îndepărtarea tartrului subgingival cu aparatul de detartraj piezoelectric;
4. SRP - scalarea și planarea suprafeței radiculare;SRP (Scaling and Root Planning) - scalarea și planarea mecanică a suprafeței radiculare, metodă prin care se curăță și se dezinfectează pungile parodontale și leziunile de furcație. Prin această procedură se urmărește îndepărtarea factorilor iritanți și al biofilmului subgingival. Îndepărtarea minuțioasă a tartrului dentar și a plăcii bacteriene este singura procedură eficientă în profilaxia și terapia parodontitei.
5. Tratamentul laser cu efect bactericid; Tratamentul laser pentru parodontoza este un proces prin care energia laserului este utilizată pentru a elimina bacteriile și pentru a dezinfecta pungile parodontale
6. Echilibrarea ocluzală prin șlefuirea selectivă la nivelul cuspizilor;
7. Tratamentul de regenerare tisulară și atașament gingival.

Laserul dentar terapeutic acționează în principal asupra microorganismelor de la nivelul parodonțiului determinând așa cum s-a demonstrat recent, o scădere semnificativă a patogenității acestora.
Laserul dentar terapeutic are efecte directe și indirecte care se  materializează prin efect analgezic, antiinflamator, antiedematos, normalizarea circulației locale, biostimulare.
O calitate aparte a laserilor terapeutici o reprezintă capacitatea lor de a traversa osul, astfel încât acționează și în profunzime.
Laserul în spectru roșu pătrunde 2-3 cm în adâncime cu o putere de 50 mw. Se recomandă pentru afecțiuni ale părților moi, tegumente și mucoase.
Laserul în spectru infraroșu pătrunde 3 cm cu o putere de 200 mw  și apoi își reduce intensitatea la 50% după ce depășește 3 cm. Se recomandă pentru afecțiuni ale părților dure osoase.

## Posibilitatea de probleme de sănătate la distanță?[14]
În unele studii, cercetătorii au observat că persoanele cu afecțiuni ale gingiilor (în comparație cu persoanele fără boală gingivală) au mai multe șanse de a dezvolta boli de inimă (endocardită) sau au dificultăți în controlul zahărului din sânge. Alte studii au arătat că femeile cu afecțiuni ale gingiilor au fost mai predispuse decât cele cu gingii sănătoase să nască copii prematuri, cu greutate mică la naștere. Dar, până în prezent, nu s-a stabilit dacă boala parodontală este cauza acestor probleme. S-ar putea să existe și alte motive pentru care persoanele cu afecțiuni ale gingiilor dezvoltă uneori probleme de sănătate suplimentare.

Sunt necesare mai multe cercetări pentru a clarifica dacă parodontoza cauzează de fapt probleme de sănătate dincolo de cavitatea bucală și dacă tratarea bolii parodontale poate împiedica dezvoltarea altor boli la distanță. . Ce este sigur este ca orice pacient cu boli sistemice (diabet) au deja un grad de inflamație sistemic și nu își permit adăugarea de alți factori suplimentari (corp străin reprezentat de implantul dentar, retenție alimentară din cauza lucrărilor ceramice sau igienei precare). la aceștia devin obligatorii acțiunile preventive de igienizare și administrare de dispozitive medicale cu câmp electromagnetic pentru reducerea localizata a inflamației osoase.

Între timp, este dovedit faptul că tratamentul parodontozei poate salva dinții - un motiv foarte bun pentru a avea grijă de dinți și gingii.